# شهرستان هیشوی
شهرستان هیشوی (به لاتین: Heishui County) یک منطقهٔ مسکونی در چین است که در ولایت خودمختار نگاوا تبتی و کیانگ واقع شده‌است. شهرستان هیشوی ۴٬۳۵۶ کیلومتر مربع مساحت و ۶۱٬۷۴۴ نفر جمعیت دارد و ۳٬۵۴۴ متر بالاتر از سطح دریا واقع شده‌است.